# 임정은 (정치인)
임정은(任尙弼, 1973년 5월 18일 ~ )은 대한민국의 정치인이다. 제주특별자치도의원을 지냈다.

## 학력
- 중문국민학교 졸업
- 중문중학교 졸업
- 남주고등학교 졸업
- 탐라대학교 호텔경영학과 졸업

## 경력
- 탐라대학교 총학생회 부회장
- 서귀포시 유니세프후원회 회원
- 중문동 지역사회보장협의체 자문위원
- 중문중학교 운영위원장
- (사)중문청년회의소 회장
- 사회복지법인 평안복지회 이사
- 서귀포시 행복나눔 푸드마켓 운영위원
- 중문동 지역사회보장협의체 위원장
- 더불어민주당 소상공인특별위원회 부위원장
- 2020.04 ~ 2022.06 제11대 제주특별자치도의회 의원
  - 2020.04 ~ 2020.07 제11대 제주특별자치도의회 전반기 농수축경제위원회 위원
  - 2020.07 ~ 2022.06 제11대 제주특별자치도의회 후반기 농수축경제위원회 위원
  - 2020.07 ~ 2022.06 제11대 제주특별자치도의회 후반기 예산결산특별위원회 위원
- 2022.07 ~ 제12대 제주특별자치도의회 의원
  - 2022.07 ~ 2024.06 제12대 제주특별자치도의회 전반기 환경도시위원회 위원
  - 2022.07 ~ 2024.06 제12대 제주특별자치도의회 전반기 예산결산특별위원회 위원
  - 제12대 제주특별자치도의회 후반기 보건복지안전위원회 위원
  - 제12대 제주특별자치도의회 후반기 의회운영위원회 위원
  - 제12대 제주특별자치도의회 후반기 윤리특별위원회 위원
- 2024.09~: 제11대 전반기 대한민국시도의회의장협의회 실무위원회(운영위원장협의회) 부회장

## 역대 선거 결과
|  | 51.47% |

|  | 53.46% |